# میدلت‌ها
میدلت یک برنامهٔ اجرایی برای موبایل مبتنی بر جاوا است. میدلت‌های عمومن بازی‌های و برنامه‌های کم‌حجم برای تلفن‌های همراه با صفحه‌ی‌نمایش کوچک، صفحه‌کلید عددی و ارتباط محدود اینترنی GPRS هستند.

## کد نمونه
برای کار با یک میدلت، سه متود در جاوا وجود دارد: به این ترتیب:
```
public
 
class
 
Application
 
extends
 
MIDlet
 
{

   
public
 
Application
()
 
{
 
}

   
// برای زمانی که میدلت ساخته شده یا بار‌گذاری می‌شود

   
public
 
void
 
startApp
()
 
{
 
}

 

   
// برای متوقف کردن میدلت

   
public
 
void
 
pauseApp
()
 
{
 
}

 

   
// برای خاموش‌کردن\غیزفعال کردن میدلت

   
public
 
void
 
destroyApp
(
boolean
 
unconditional
)
 
{
 
}

}

```